# 小孩不笨 (電視劇)
小孩不笨（英語：I Not Stupid）是新加坡新傳媒電視於2002年在新加坡8頻道播放的一個新加坡電視連續劇，共18集。改編自新加坡新傳媒星霖電影公司於2002年發行的同名電影《小孩不笨》，主要演員也是原版電影的原班人馬。此電視連續劇曾於中國大陸（中國中央電視台）、香港（無綫電視翡翠台和鳳凰衛視）等地的中文電視頻道中播出。
《小孩不笨》是一部社會諷刺喜劇片，故事講述四個小學生（追加了EM1學生心潔）的升學壓力，探討的是新加坡教育制度弊病，包括從1991年開始實施的小學能力分班、新加坡華語問題等。故事透過四個小孩讓觀眾看出新加坡政府的教育政策如何影響社會上每個人的生活。與原版電影不同的是，在此電視連續劇中使用到的語言只有：華語（國語）、英語。原版電影中所大量使用的閩南語，因為新加坡的語言政策，不得在免費電視節目中出現。
電視劇獨有的心潔，是對文福互有好感的EM1學生，出身於醫生世家的她，經常出現了一個名叫美美的「敵人」，後來證實這是她在精神分裂下出現的幻覺。
由於同名電影《小孩不笨》和此電視連續劇在新加坡社會得到極大迴響，促使新加坡政府開始檢討原有的小學教育制度，並從隔年（2004年）起，逐漸調整EM1、EM2和EM3分班制度，自2008年更是完全廢除實施了17年的小學能力分班制度。

## 演員
| 演員   | 角色                  | 香港配音 |
| 黃柏儒 | 邱達利（Terry Khoo）  | 陸惠玲   |
| 李創銳 | 劉國彬                | 沈小蘭   |
| 洪賜健 | 洪文福                | 梁偉德   |
| 洪慧敏 | 葉心潔                | 梁少霞   |
| 陳雪兒 | 邱欣蓮（Selena Khoo） | 劉惠雲   |
| 劉謙益 | 林北（Jerry Khoo）    | 梁志達   |
| 陳美廩 | 邱太太（Jenny Yeo）   | 雷碧娜   |
| 梁智強 | 劉英杰                  | 潘文柏   |
| 向 雲  | 溫詩雅                | 曾秀清   |
| 黃翠瑩 | 文福母                |          |
| 黃子元 | 文福弟                |          |
| 莫小玲 | Ms Tan                |          |
| 王惠瑩 | 朱老師                |          |
| 蕭嘉蕙 | 李老師                |          |

## 獎項
| 2018 | 第9屆 紅星大獎2002 |              |        |                      |      |
| 2018 | 第9屆 紅星大獎2002 | 青蘋果獎     | 李创锐 | 刘国彬               | 獲獎 |
| 2018 | 第9屆 紅星大獎2002 | 青蘋果獎     | 洪赐健 | 洪文福               | 提名 |
| 2018 | 第9屆 紅星大獎2002 | 青蘋果獎     | 黄博儒 | 邱達利（Terry Khoo） | 提名 |
| 2018 | 第9屆 紅星大獎2002 | 最佳喜剧演员 | 劉謙益 | 林北（Jerry Khoo）   | 提名 |
| 2018 | 第9屆 紅星大獎2002 | 最佳主题曲   | 陳國榮 | 不適用               | 提名 |
| 2018 | 第9屆 紅星大獎2002 | 最佳情境喜剧 | 不適用 | 不適用               | 獲獎 |

## 节目变迁
| 香港 無綫電視翡翠台 星期日 19：05 - 20：05 | 香港 無綫電視翡翠台 星期日 19：05 - 20：05 | 香港 無綫電視翡翠台 星期日 19：05 - 20：05 |
| ------------------------------------------ | ------------------------------------------ | ------------------------------------------ |
|                                            | 小孩不笨 （2003年7月13日－2003年9月7日）   |                                            |
| 香港深海獵奇                               | 守護敦煌                                   |                                            |

## 外部連結
- 《小孩不笨》翡翠台官方網站